# 1964年東京オリンピックのキューバ選手団
1964年東京オリンピックのキューバ選手団（1964ねんとうきょうオリンピックのキューバせんしゅだん）は、1964年10月10日から10月24日にかけて日本の首都東京で開催された1964年東京オリンピックのキューバ選手団、およびその競技結果。

## 概要
今大会は銀メダル1個、合計1個のメダルを獲得した。
キューバ勢がメダルを獲得したのは1948年ロンドンオリンピック以来4大会ぶり。

## メダル
| メダル | 選手名               | 競技 | 種目     |
| ------ | -------------------- | ---- | -------- |
| 銀     | エンリケ・フィゲロラ | 陸上 | 男子100m |